# Hennef
Hennef (Sieg) è una città di 47 400 abitanti della Renania Settentrionale-Vestfalia, in Germania. Appartiene al distretto governativo di Colonia e al circondario del Reno-Sieg.
Hennef si fregia del titolo di "Media città di circondario" (Mittlere kreisangehörige Stadt). 

## Geografia fisica
È situata sulle rive del fiume Sieg, circa 7 km a sud-est di Siegburg e 15 km a est di Bonn.

## Amministrazione

### Gemellaggi
Hennef è gemellata con:
- Banbury, dal 1981
- Le Pecq, dal 1997
- Nowy Dwór Gdański, dal 2001